# Alto Paraíso (Paraná)
Alto Paraíso ist ein brasilianisches Munizip im Bundesstaat Paraná. Es hat 3.055 Einwohner (2022), die Altoparaisenser genannt werden. Seine Fläche beträgt 968 km². Es liegt 406 Meter über dem Meeresspiegel. Die Gemeinde gehört zum Einzugsgebiet des Nationalparks Ilha Grande.

## Geschichte
Bis Mitte des 20. Jahrhunderts war die gesamte nordwestliche Region des brasilianischen Bundesstaates Paraná von der indigenen Volksgruppe der Xetá bewohnt. Das Land um Alto Paraíso (ursprünglicher Name: Vila Alta) gehörte im 16. und 17. Jahrhundert zur spanischen Provinz Guairá. Mit den Kolonisierungsprojekten, die seit den 1950er Jahren in der Region durchgeführt wurden, wurden die Xetás praktisch ausgerottet, sei es durch den Verlust ihres Landes, durch Krankheiten, die von Nicht-Indianern eingeschleppt wurden, oder durch einfachen Mord.
Der Ursprung der Besiedlung des Gebiets der Gemeinde Vila Alta ist auf die Expansion des Kaffeeanbaus im Norden von Paraná zurückzuführen. Um 1960 förderte die Companhia Brasileira de Imigração e Colonização (COBRINCO) die Kolonisierung des Großgrundbesitzes (Gleba) Vila Alta. Die COBRINCO firmiert heute unter dem Namen Santa Maria Agropecuária Industrial S/A und hat ihren Sitz in Osasco. Die anfängliche wirtschaftliche Basis bestand aus der Holzgewinnung und dem Kaffeeanbau, die eine Zeit des Überflusses und des Wohlstands bewirkten. Mit dem Rückgang dieser Tätigkeiten entwickelte sich allmählich auch die Viehzucht.
Der Verwaltungsbezirk Vila Alta wurde am 2. September 1977 durch das Staatsgesetz 1916 im Munizip Umuarama gegründet. Er wurde durch das Staatsgesetz 9242 vom 9. Mai 1990 unter dem Namen Vila Alta emanzipiert. Im Verlauf der Jahre wurden sich die Bürger der Nachteile des Namens Vila bewusst, denn er führt andauernd zu Verwechslungen mit einem Stadtteil oder einem Distrikt irgendwelcher anderer Städte. Es gab schließlich eine Volksabstimmung, die zum Staatsgesetz 14 349 von 2004 führte und den heutigen Namen festlegte.

## Geographie

### Fläche und Lage
Alto Paraíso hat eine Fläche von 968 km². Es befindet sich auf dem Breitengrad 23° 30' 28" Süd und dem Längengrad 53° 43' 40" West. Es liegt auf einer Höhe von 405 Metern. Die Böden der Region bestehen aus rotem bis violettfarbenem Caiuá-Sandstein.

### Klima
Alto Paraíso ist durch ein tropisches Klima geprägt. Die Niederschläge sind mit 1494 mm pro Jahr erheblich. Selbst im trockensten Monat fällt eine Menge Regen. Das Klima ist klassifiziert als Af (nach Köppen-Geiger). Die Jahresdurchschnittstemperatur in Alto Paraíso liegt bei 23,0 °C.

### Gewässer
Der Paraná bildet die westliche Grenze des Munizips zu den Munizipien Naviraí und Itaquiraí im Bundesstaat Mato Grosso do Sul. Die südliche Grenze wird vom Rio Paracaí gebildet.

### Straßen
Alto Paraíso ist über die PR-489 mit der Paraná-Brücke bei Porto Camargo und über die PR-485 mit Umuarama verbunden.

### Nachbarmunizipien
| Naviraí                 |                                             | Icaraíma         |
| Itaquiraí (MS)          | Kompassrose, die auf Nachbargemeinden zeigt |                  |
| São Jorge do Patrocínio | Esperança Nova                              | Xambrê, Umuarama |

## Demografie

### Bevölkerungsentwicklung
Quelle: IBGE (2011)
| Jahr | Einwohner | Stadt | Land  |
| 1970 |           |       |       |
| 1980 |           |       |       |
| 1991 |           |       |       |
| 2000 | 3.783     | 1.838 | 1.945 |
| 2010 | 3.206     | 1.772 | 1.434 |
| 2022 | 3.055     | -     | -     |

Quelle: IBGE (2011) und Volkszählung 2022

### Ethnische Zusammensetzung
Ethnische Gruppen nach der statistischen Einteilung des IBGE (Stand: 1991, 2000 und 2010)
| Gruppe*     | 1991  | 2000  | 2010  | |
| Weiße       | 1.711 | 1.400 | 1.372 | wer sich als "weiß" erklärt                                                                                     |
| Schwarze    | 252   | 122   | 199   | wer sich als "schwarz" erklärt                                                                                  |
| Gelbe       | 38    | -     | 13    | Personen fernöstlicher Herkunft wie japanisch, chinesisch, koreanisch etc.                                      |
| Braune      | 1.211 | 2.198 | 1.605 | wer sich als "braun" erklärt oder wer sich mit einer Mischung von zwei oder mehr der fünf Gruppen identifiziert |
| Indigene    | -     | 6     | 17    | wer sich als Ureinwohner oder Indio erklärt                                                                     |
| ohne Angabe | -     | 58    | -     | |
| Gesamt      | 3.212 | 3.784 | 3.206 | |

*) Das IBGE verwendet für Volkszählungen seit 1991 ausschließlich diese fünf Gruppen. Die Gruppenzugehörigkeit wird bei der Befragung vom Einwohner selbst festgelegt. Das IBGE verzichtet bewusst auf Erläuterungen.

## Stadtverwaltung
- Prefeito: Dercio Jardim Junior (PSD): 2021–2024
- Vice-Prefeito: Clovis Cardoso dos Santos (DEM): 2021–2024[9]